# Phenacoccus madeirensis
Phenacoccus madeirensis (лат.) — вид полужесткокрылых насекомых-кокцид рода Phenacoccus из семейства мучнистые червецы (Pseudococcidae). Космополитный вид, интродуцирован из Южной Америки во многие точки Земного шара.

## Распространение
Встречается практически повсеместно в тропических и субтропических странах. Южная Америка (Аргентина, Боливия, Бразилия, Венесуэла, Колумбия, Панама, Парагвай, Перу, Ямайка и др.), Северная Америка (Мексика, США), Азия (Вьетнам, Пакистан, Филиппины), Океания (Гуам), Африка, Европа (Мадейра, Италия, Франция).

## Описание
Питаются соками таких растений из нескольких десятков семейств (полифаг, часто встречается на маниоке съедобном (кассава). В Перу повреждает картофель. Среди хищников отмечены жуки божьи коровки (Coccinellidae): Clitostethus neuenschwanderi; Diomus austrinus; Diomus hennesseyi; Nephus phenacoccophagus. В Сицилии дают до 6 поколений в год.
Таксон Phenacoccus madeirensis включён в состав рода Phenacoccus вместе с видами P. herreni, P. hurdi, P. baccharidis, P. manihoti, P. solani, P. solenopsis, P. tucumanus, и другими. Видовое название происходит от имени первого места обнаружения (Мадейра).